# Erannis progemmaria
Erannis progemmaria là một loài bướm đêm trong họ Geometridae.